# روستا (إيطاليا)
روستا، هي بلدية في مدينة تورينو الحضرية في منطقة بييمونتي الإيطالية ، وتقع على بعد حوالي 20 كيلومتر (12 ميل) غرب تورينو .
المعالم السياحية في روستا تشمل Abbey of Sant'Antonio di Ranverso . وكانت جزءًا من بلدية ريفولي حتى عام 1694.

## المدن الشقيقة
توأمت روستا مع:
- بوجنيتسي, سلوفاكيا